# Power Macintosh 6200
A Power Macintosh 6200 számítógépet az Apple gyártotta és forgalmazta 1995. május 28. és 1996. május 1. között. A Power Macintosh 6200 a Power Macintosh számítógép-családba tartozott. A Power Macintosht szokás Power Mac-ként vagy PM-ként említeni szóban és írásban, az Apple hivatalosan az első G4-es Power Macnél használta a Power Mac megnevezést. A Power Macintosh 6200 Performa 6200 névváltozatban is kapható volt.
A 6260 modellszámig PowerPC 603, a felette PowerPC 603e processzort használtak. A PM 6200 5000-es sorozatú testvérgépe a Power Macintosh 5200 LC-vel. Szinte minden 6000-es sorozatú (asztali) modellhez tartozik egy 5000-es sorozatú (minden az egyben) modell integrált CRT-képernyővel.

## Power Macintosh 6200 modellek
- 1995. május 28. Power Macintosh 6200/75, csak Ázsiában forgalmazták,
- 1995. május 28. Performa 6200CD, 1 GB-os merevlemez, 14,4 k modem, monitor, szoftverek,
- 1995. július 17. Performa 6216CD, a 6200CD monitor nélkül,
- 1995. július 17. Performa 6218CD, a 6200CD 8 MB helyett 16 MB RAM,
- 1995. július 17. Performa 6220CD, a 6218CD monitor nélkül, de TV/video be/ki kártyával,
- 1995. július 17. Performa 6230CD, a 6220CD hardveres MPEG dekódoló kártyával,
- 1995. augusztus 28. Performa 6205CD, a 6200CD 14,4 k Global Village TelePort modemmel,
- 1995. augusztus 28. Performa 6214CD, a 6200CD más szoftvercsomaggal,
- 1995. október 12. Performa 6210CD, A 6205CD harmadik szoftvercsomaggal,
- 1995. október 16. Performa 6300CD, A 6290CD 16 MB RAM-mal és monitorral, csak Észak-Amerikában forgalmazták,
- 1996. január 27. Performa 6290CD, 100 MHz-es PowerPC 603e processzorral és 1,2 GB-os merevlemezzel, csak Észak-Amerikában forgalmazták,
- 1996. február 14. Performa 6310CD, megegyezik a 6300CD-vel, csak Ázsiában és Európában forgalmazták.
- 1996. április 22. Performa 6320CD, a 6290CD 120 MHz-es PowerPC 603e processzorral, monitorral és TV/videokártyával,
- 1996. június 19. Performa 6260CD, A 6290CD 800 MB-os merevlemezzel, csak Európában és Ázsiában forgalmazták.
- 1996. június 27. Power Macintosh 6300/120: a 6290CD 120 MHz-es PowerPC 603e és 16 MB RAM-mal, csak Ázsiában forgalmazták.

## Technikai leírás
A fekvő házas gép súlya 8,6 kg, magassága 109 mm, szélessége 320 mm és mélysége 419 mm volt. A számítógépet 75 MHz-es PowerPC 603 processzor vezérelte (L1 cache: 16kB, L2 cache: 256k), a rendszerbusz 37,5 MHz-en működött. Az adatokat a 500 MB IDE belső merevlemezre lehetett elmenteni. Külső adattárolási lehetőséget az 1,44 MB kapacitású hajlékonylemez meghajtó és 4x CD-ROM kínált. A gépet System 7.5.1 operációs rendszerrel szállították. A kettő memória helyre az alapkonfigurációban 8 MB (80 ns) memóriát ültettek, maximálisan 64 MB kezelésére volt képes a gép a gyári specifikáció szerint. A számítógépnek nem volt saját kijelzője. A videó-kimeneten át 640x480 képpont felbontású jelet adott ki. A kép megjelenítést 1 MB videó-memória támogatta. A gépnek nem volt Ethernet csatlakozása és nem volt beépített modeme. A gépnek a következő csatlakozói voltak: egy ADB, két soros, egy DB-25 SCSI-hoz, és egy mikrofon (Plain Talk). A gép bővíthetőségét szolgálta egy LC PDS bővítőhely. Külső SCSI eszköz (merevlemez) csatlakoztatására is volt lehetőség.

## Technikai adatok táblázatban
A táblázat nem tartalmazza az összes műszaki paramétert. Az egyes modelleknél a bemutatáskor érvényes adatokat soroljuk fel, a későbbi frissítéseket nem. Az adatok az Apple adatlapjáról származnak, a hiányzó adatok – egyes gépeknél a kivezetés időpontja, az összes kijelző adat, üzemóra adat... – az Everymac.com oldalról és a Mactracker alkalmazásból valók.
| Gép nevebemutatva kivezetveoperációs rendszer   | Méretmagasság szélesség mélység súly | Processzorprocesszor @órajel L1 és L2 cacherendszerbusz | Memóriaalap max. @sebességhely, típus         | Háttértármerevlemezkülső adathordozó | Kijelzőmérete felbontása (képpont)           | Grafikavideókártyamemória (max.) VRAM típus | Csatlakozók, bővíthetőségEthernetmodembelső bővítőhelyegyéb |
| ----------------------------------------------- | ------------------------------------ | ------------------------------------------------------- | --------------------------------------------- | ------------------------------------ | -------------------------------------------- | ------------------------------------------- | ----------------------------------------------------------- |
| PM 62001995. máj. 28. 1996. máj. 1.System 7.5.1 | 109x320x419 mm 8,6 kg fekvő házas    | PowerPC 603 @75 MHz L1: 16kB L2:256kBusz: @37,5 MHz     | 8 MB max: 64 MB @80 nskettő hely, 72-pin SIMM | 500 MB (IDE)4x CD-ROM                | nincs kijelző.Videókimenet: 640x480 képpont. | nincs1 MB / 1 MB Integrált                  | –egy LC PDS, egy Comm, egy Video I/O, egy TV                |

## Fordítás
Ez a szócikk részben vagy egészben  a   Power Macintosh 6200 című angol Wikipédia-szócikk ezen változatának fordításán alapul.  Az eredeti cikk szerkesztőit annak laptörténete sorolja fel. Ez a jelzés csupán a megfogalmazás eredetét és a szerzői jogokat jelzi, nem szolgál a cikkben szereplő információk forrásmegjelöléseként.